# Lensia multilobata
Lensia multilobata är en nässeldjursart som beskrevs av Rengarajan 1973    . Lensia multilobata ingår i släktet Lensia och familjen Diphyidae. Inga underarter finns listade i Catalogue of Life.